# Fissistigma scandens
Fissistigma scandens är en kirimojaväxtart som beskrevs av William Griffiths. Fissistigma scandens ingår i släktet Fissistigma och familjen kirimojaväxter. Inga underarter finns listade i Catalogue of Life.